# Jacques Ferron (escritor)
Jacques Ferron (20 de enero de 1921 – 22 de abril de 1985) fue un escritor y médico canadiense.

## Biografía
Jacques Ferron nació en Louiseville, Quebec, hijo del matrimonio formado por Joseph-Alphonse Ferron y Adrienne Caron. El 5 de marzo de 1931 su madre murió. Asistió al Colegio Jean-de-Brébeuf pero fue expulsado en 1936. Continuó su educación en el Colegio Santo-Laurent y entonces fue readmitido en el Jean-de-Breuf, solo para ser expulsado otra vez. En septiembre de 1941, fue aceptado en la Universidad Laval donde estudió Medicina y el 22 de julio de 1943 se casó con otra estudiante amiga, Madeleine Therrien, de la que se divorció en 1949.
En noviembre de 1943, se matriculó en el ejército canadiense como médico y recibió la aceptación en junio de 1945. Se formó en la Columbia Británica y Ontario y luego fue enviado como médico a Quebec y Nuevo Brunswick. Cuando fue relevado de sus funciones en 1946, se estableció en Rivière-Madeleine, Quebec. Su tiempo en Gaspésie fue la inspiración para muchas de sus historias escritas más tarde. Pudo haber tenido que dejar Rivière-Madeleine porque fue denunciado desde el púlpito como comunista por el sacerdote parroquial local. En 1947, su padre murió.
En 1948,  regresó a Montreal. En 1949,  se mudó a Longueuil, Quebec y su primer libro, L'ogre, fue publicado. Vive entre personas de clase trabajadora que vivían en esos años en Longueuil, a menudo ofreciendo sus servicios por negarse a recibir un pago gratuito, u omitir preguntar. No en nombre de la caridad, sino de la solidaridad - su donación tenía motivo político, y entendía que su formación como doctor -su privilegio- era pagado por la miseria que la clase trabajadora francófona experimentaba en aquel tiempo.
En 1951, empezó una colaboración de 30 años con L'Información médicale et paramédicale. El 28 de junio de 1952, se casó con Madeleine Lavallée. En 1954 se convirtió en miembro de la junta del Congreso de Paz canadiense. En 1959 ayudó en la fundación de la revista Situations. En 1960, con la ayuda de Raoul Roy, creó l'Acción socialiste vierte l'indépendance du Québec.
En 1962, recibió el premio del General Gobernador en ficción en francés por su libro Contes du pagas incertain.
En 1963 fundó el Parti Rhinocéros, el cual describe como "un partido de guerrilla intelectual". También empezó a escribir para la revista Parti pris. En 1969, se convirtió en miembro  del Partido Quebequés.
En 1977, el gobierno de Quebec le otorgó el Prix Athanase-David. Fue nombrado miembro honorario de la Unión de escritores quebequeses en 1981.
Falleció de un ataque al corazón en 1985 en su casa en St-Lambert, Quebec, a los 64 años.